# Sandia National Laboratories
Sandia National Laboratories (SNL) jsou jednou ze tří výzkumných a vývojových laboratoří Národního úřadu pro jadernou bezpečnost (angl. National Nuclear Security Administration) ve Spojených státech, které spravuje a provozuje společnost National Technology and Engineering Solutions of Sandia (dceřiná společnost společnosti Honeywell International). Jejich hlavním posláním je vyvíjet, konstruovat a testovat nejaderné součásti jaderných zbraní a špičkové technologie. Sídlí na Kirtlandově letecké základně v Albuquerque v Novém Mexiku, má však také areál v Livermore v Kalifornii vedle Lawrence Livermore National Laboratory a testovací zařízení ve Waimea na Kauai na Havaji.
Posláním společnosti Sandia je udržovat spolehlivost a jistotu jaderných zbraňových systémů, provádět výzkum a vývoj v oblasti kontroly zbrojení a technologií nešíření jaderných zbraní a zkoumat metody likvidace nebezpečného odpadu z jaderného zbrojního programu Spojených států. Mezi další úkoly patří výzkum a vývoj v oblasti energetiky a životního prostředí, jakož i zabezpečení kritických součástí národní infrastruktury. Kromě toho se v Sandii provádí široká škála výzkumů včetně výpočetní biologie, matematiky (prostřednictvím výzkumného ústavu Computer Science Research Institute), materiálové vědy, alternativních zdrojů energie, psychologie, MEMS a iniciativ v oblasti kognitivních věd. Sandia dříve provozovala ASCI Red, jeden z nejrychlejších superpočítačů na světě, až do jeho vyřazení z provozu a nahrazení superpočítačem ASCI Red Storm, původně známým jako Thorovo kladivo. Sandia je také domovem Z Machine (Stroj Z), což je největší rentgenový generátor na světě. Je určen k testování materiálů v podmínkách extrémní teploty a tlaku. Provozují ho Sandia National Laboratories, aby shromažďovaly údaje, které pomáhají při počítačovém modelování jaderných zbraní. V prosinci 2016 bylo oznámeno, že řízení Sandia National Laboratories převezme od 1. května 2017 společnost National Technology and Engineering Solutions of Sandia pod vedením společnosti Honeywell International.
Podle informací zveřejněných SNL zaměstnávají laboratoře více než 14 000 lidí.